# シパカペンセ語
シパカペンセ語（シパカペンセご、Sipakapense）は、シパカパ語またはシパカペーニョ語ともいい、グアテマラのサン・マルコス県シパカパ (Sipacapa) で話される言語。マヤ語族の大キチェ語群に属する。
シパカペンセ語の話される地域は狭く、周辺をマム語地域に囲まれている。
リチャーズによると、2001年の話者数は約6千人である。UNESCOの危機に瀕する言語の分類では「危険」(definitely endangered)とされる。
シパカペンセ語が独立した言語であることは、1970年代にテレンス・カウフマンによって報告された。1999年にラスティー・バレットによって包括的な文法の記述がなされた。2005年にはグアテマラ・マヤ言語アカデミーによる文法書が出版された（関連文献を参照）。
シパカペンセ語の強勢は語末音節にあるが、その1つ前の音節から短母音が消失する傾向が激しい。たとえばキチェ語のsanik「アリ」は、シパカペンセ語ではsnikになる。母音消失の結果、多くの子音連結が見られる。母音消失は母音ではじまる語の前に接頭辞が加えられたときにも発生し、たとえばixim [iʃim]「トウモロコシ」に一人称接頭辞w-がつくとwxim [wʃim]「私のトウモロコシ」になる。また、動詞bʼan「する」の命令形はキチェ語ではchabʼanaʼになるが（命令の接頭辞ch-、二人称接頭辞a-、状態接尾辞-aʼが加わる）、シパカペンセ語ではchabʼnaʼ [tʃaɓnaʔ]になり、語根の母音が消えてしまう。

## 関連文献
- Barrett, Rusty (1999). A Grammar of Sipakapense Maya (PhD). University of Texas at Austin.
- Tema Bautista, Mario Perfecto (2005). Gramática descriptiva del idioma Sipakapense. ALMG